# Edison Lanza
Edison Lanza (Montevideo, 21 de febrero de 1970) es un abogado y comunicador uruguayo. Desde el 27 de noviembre de 2020 es el director general de la Secretaría de Comunicación y RR.II del gobierno departamental de Canelones. Desde 6 de octubre de 2014 y hasta el 5 de octubre de 2020 fue el Relator Especial para la Libertad de Expresión de la Comisión Interamericana de Derechos Humanos.

## Trayectoria
Lanza fue abogado de la Asociación de Periodistas de Uruguay. Como profesional litigó casos relacionados con violaciones de derechos humanos ante el Sistema Interamericano de Protección de Derechos Humanos, entre los que se cuentan Carlos Dogliani vs. Uruguay y David Rabinovich vs. Uruguay. Profesionalmente ha colaborado, fundado y dirigido diversas organizaciones de la sociedad civil relacionadas con la defensa de la libertad de expresión como el Centro de Archivos y Acceso a la Información Pública, el Grupo Medios y Sociedad y el  Comité de Libertad de Expresión y Acceso a la Información de la Alianza Regional por la Libre Expresión e Información y ha asesorado diversos proyectos de ley relacionados con la transparencia pública y a la rendición de cuentas en su país.
Ha sido profesor en la Universidad de la República y la Universidad Católica del Uruguay y la Universidad ORT de Montevideo. Integró el Sistema Nacional de Investigadores del Uruguay.

### Relator Especial de Libertad de Expresión
Fue elegido de entre 48 candidaturas a la Relatoría Especial para la Libertad de Expresión de la CIDH en 2014 sustituyendo a Catalina Botero.

## Obra

### Libros
- Criterios para armonizar la Libertad de expresión y los derechos de niños, niñas y adolescentes, Unicef, diciembre de 2012.

- "La corrupción y su freno. Ciudadanía, instituciones y normas". Investigación realizada junto al Lic. Leonardo Luzzi. Instituto de Comunicación y Desarrollo, Montevideo, 2009

- La libertad de prensa en la jurisprudencia uruguaya, Fundación de Cultura Universitaria (FCU) y Fundación Konrad Adenauer Stiftung, 2004
- Tabaré Vázquez: misterios de un liderazgo que cambió la historia. En coautoría  con Ernesto Tulbovitz, Al Cierre ediciones, 2004.